# 機動戰士GUNDAM UC
《機動戰士鋼彈UC》（日语：機動戦士ガンダムUC）是福井晴敏撰寫的GUNDAM小說系列作品，於雜誌《GUNDAM ACE》2007年2月號至2009年8月號上連載。2009年4月25日，官方宣布作品動畫化，全7話OVA於2010年2月20日至2014年5月17日在世界多國同步播放，並推出多语言BD&DVD。OVA動畫因大獲好評而決定將其內容進行編輯成新版動畫《機動戰士鋼彈UC RE:0096》，於2016年4月3日開始播出。

## 概要
《機動戰士鋼彈UC》是以UC時代（宇宙世紀）為時代背景，於2007年所推出的小說，作品由福井晴敏執筆，安彥良和擔當人物設定，角木肇擔當機體設定。作為最新的宇宙世紀作品，其主角機為繼承「GUNDAM」之名的RX-0 獨角獸GUNDAM。小說至今已出版全10卷單行本。
獨角獸鋼彈中的NT-D模式全稱為New Type Destroyer system，RE則是指REMASTER。

## 故事背景
在第二次新吉翁戰爭——別名「逆襲的夏亞」——終結後，地球圈取得短暫的和平。在這之後的3年，宇宙世紀0096年，在工業殖民地「工業7號」上進行一項秘密交涉。和地球聯邦政府有秘密協議並依此發展的「畢斯特財團」，打算將過去用以威脅聯邦的最高機密「拉普拉斯之盒」交給新吉翁的殘黨軍「帶袖的」。
另一方面，就讀亞納海姆工業專門學校的少年巴納吉·林克斯遇見自稱奧黛莉·伯恩的少女。奧黛莉為了制止新的戰爭爆發，必須阻止拉普拉斯之盒的交易。巴納吉在數次幫助奧黛莉之後，逐漸被她所吸引。隨後，地球聯邦察覺這起交易，並進行軍事介入，工業殖民地隨即化為一片火海。巴納吉和同伴一邊避難、一邊尋找奧黛莉，而出現在他面前的是畢斯特財團當家卡帝亞斯·畢斯特。奄奄一息的卡帝亞斯將身世的秘密告訴巴納吉，並且將盒之鑰匙「RX-0 獨角獸GUNDAM」托付給他。一場圍繞拉普拉斯之盒的戰爭就此展開。

## 登場人物
動畫登場人物参照

### 主要角色
巴納吉·林克斯（Banagher Links，配音：內山昂輝（日本），陳健豪（香港））
本作的男主角，16歲的少年，擁有深褐色的瞳孔及頭髮，帶有亞洲人普遍的膚色，亞納海姆電子工業專科學校工學部資源開發科的實習學生，其真正身份為卡帝亞斯·畢斯特的私生子。所駕駛的機體為RX-0獨角獸鋼彈。幼年時曾於畢斯特大宅接受NT能力開發，後來被親生母親帶走。對奧黛莉·伯恩一見鍾情，在小說有和奧黛莉·伯恩接吻。
奧黛莉·伯恩／米妮瓦·拉歐·薩比（Audrey Burne / Mineva Lao Zabi，配音員：藤村步（日本）, 柚子蜜（香港））
本作的女主角，16歲的少女，真正身份為薩比家的公主。有著綠寶石顏色的雙眼。對巴納吉有好感。本名米妮瓦·拉歐·薩比。奧黛莉的假名是來自於女演員奧黛麗·赫本。年紀雖輕但擁有身為高位者的風骨，在任何危險狀況下都能擁有不為所動的堅強。思緒清晰而冷靜，但私底下為了自己該扮演的角色為何深感疲憊。

### 新吉翁殘黨軍「帶袖的」（袖付き）
弗爾·伏朗托（Full Frontal，配音員：池田秀一（日本），蔡忠衛（香港））
新吉翁殘黨-「帶袖的」頭領，人稱「夏亚再臨」，駕駛專用機「新安州」，帶面具的男人，小說中第十話透露為夏亞的影武者。是夏亞命令吉翁共和国的國防部長摩纳罕製造，後被駕駛獨角獸與報喪女妖的巴納吉與利迪擊墜。OVA版中曾被認為可能是夏亞本人，駕駛新吉翁克與獨角獸鋼彈和報喪女妖交戰，其間與巴納吉穿越時空目睹過去一年戰爭，格里普斯與及阿克西斯墜落等重大歷史事件，最後阿姆羅、拉拉及夏亞三人的靈魂一同現身（換言之，OVA 版確認了阿姆羅在阻擋阿克西斯降下地球的時候，又或者在Gundam UC 劇情開始前已經消逝），引導弗爾的靈魂一同離開。
基於擁有夏亞的記憶，弗爾曾多次(在夏亞的記憶中)見過幾部不同的鋼彈（RX-78、Mk-II、Zeta、ν等等），所以在第一次看到獨角獸鋼彈由獨角獸模式轉為毀滅模式時，説出：「又要與我為敵嗎!?鋼彈!!」
弗爾知道夏亞記憶的所有一切，甚至有如自己的一樣，而且眉心同樣有一道當年與阿姆羅以劍對決時做成的傷痕，因此有分析認為OVA以及動畫版本的弗爾並非小說版灌入夏亞記憶之複製人，而是實實在在的夏亞本人。
但後來的《NT》描述，「夏亞再來」計劃中有其他被稱為「弗爾失敗作」的強化人存在，因此可以確認弗爾的「身體」的確是人工的產物，然而內在的靈魂無可否認是充滿負面人格的夏亞本人，因此弗爾就是「夏亞再來」的完成品。帶袖的內部更認為弗爾的「夏亞靈魂」由「那個世界」帶來一些不能解釋的黑科技，隱藏於新吉翁克之中。
相信殖民地「阿克西斯」墜下時夏亞一部份之精神或靈魂離開身體，與阿姆羅之精神發生共鳴阻止了阿克西斯墜下。（拉拉·辛說道上校還是上校的時候）夏亞失去一年戰爭以及格林普斯戰役時相信人類無限可能性的思維，只餘下因見證卡密兒·維丹精神崩壞後對人類絕望的負面人格，靈魂進入了名為「弗爾·伏朗托」的「容器」。詳見《機動戦士ガンダム　逆襲のシャア　シャアのその後》
瑪莉妲·庫魯斯（Marida Cruz，配音員：甲斐田裕子（日本），魏惠娥（香港））
第1次新吉翁戰爭，葛雷米·托托的NEW TYPE部隊的複製人普露第12號。在第1次新吉翁戰爭最後時期，機體大破後精神崩壞，逃生艙被人口販子拾獲賣入妓院，期間被虐待多年、強暴、墮胎反反覆覆，身為女性的機能全部喪失，因精神失常而無反抗意識。後得斯貝洛亞·辛尼曼救回，康復後回歸新吉翁駕駛專用機「剎帝利」。其後被獨角獸打敗後落入聯邦軍手上，再被亞納海姆電子企業的瑪莎再調整記憶後駕駛黑色的獨角獸高達「報喪女妖」，回復清醒後再駕駛剎帝利參予最後戰役，後因保護擬阿卡馬號被利迪擊墜。OVA版改為被NTD干擾而失控的利迪以光束槍直擊死亡，之後化為精神體提醒眾人還有衛星砲的存在，最後向辛尼曼表示他是給了自己第二個人生的人，視他為父親。另OVA版中由於她被賣入妓院時期過於悲慘及不人道，實在難以在動畫中展現出來，只能隱晦地表達過程。相反小說版中就形容得非常具體及露骨。
安傑洛·梭裴（Angelo Sauper，配音員：柿原徹也）
弗爾·伏朗托的副官。小說版提及過去是富有家族之少爺，但有天聯邦軍人強行殺害了父親並輪暴了他的母親，使他的母親精神異常而憎恨著聯邦軍人。母親再婚後的繼父亦將他作為自己的性奴。後來母親精神分裂而自殺後，自暴自棄的安傑洛進入花街淪為男妓，多年後被伏朗托帶走。可說是本作和瑪莉妲、辛尼曼同為最為悲慘的人物。病態地對伏朗托異常崇拜，達到痴戀之程度，認為他有超越人類的力量而統領人類，同時妒忌巴納吉才是弗爾所尋求的人而憎恨他。最後決戰時駕駛玫瑰祖魯的反精神感應兵器一度封殺獨角獸鋼彈的NT-D，強行把獨角獸鋼彈打回原形，但最後敗於自己的幻覺下。之後醒來找到弗爾·伏朗托的遺體，感慨他的離世，最後不知所終。相比起瑪莉妲，過去更為悲慘，動畫版中完全刪除未有提及。
斯貝洛亞·辛尼曼（Suberoa Zinnerman，配音員：手塚秀彰）
葛蘭雪的艦長。過去是非洲陣線的吉翁軍人，但有日聯邦軍人進攻了他的家鄉，輪暴了他的妻子和女兒瑪莉後殘忍殺害。此後辛尼曼化身復仇之鬼而剿滅了聯邦軍的地下勢力，並同時拯救出普露十二號，以女兒瑪莉的名字命名之。本質上是位忠誠而可靠的軍人，但是對於聯邦軍的恨意從未消失，所以能夠冷眼旁觀吉翁軍的屠殺行為。之後甚至命令瑪莉妲掩護伏朗托逃出擬阿卡馬，不過在聽到瑪莉妲喚自己父親之後情緒潰堤而要她順從自己的心。之後和擬阿卡馬合作，最終戰中在艦上作為主砲手。原本為了避免再度體會到失去女兒的痛苦而將瑪莉妲當成單純的下屬對待，但是瑪莉妲的死亡還是讓辛尼曼痛哭失聲。
奇波亚·桑特（Gilboa Sant，配音員：長）
在動畫第三話“拉普拉斯的亡靈”中接近片尾時，主角巴納吉為擊殺弗爾而誤殺。
弗拉斯特·斯考尔（Flaste Schole，配音員：小山力也）
塞尔吉（配音员：早志勇紀）
新吉恩MS驾驶员。少尉。弗朗托亲卫队所属安杰洛的部下。被巴納吉的光束麥格農的流彈擦到擊毀死亡 搭乘基拉·祖鲁。
柯朗
新吉恩MS驾驶员。中尉。弗朗托亲卫队所属安杰洛的部下。搭乘基拉·祖鲁。
希尔·道森（Hill Dawson，配音员：梅津秀行）
新吉翁旗艦留露拉的艦長。上校，43歲。在故事的末期與旗艦一起在格利普斯2的炮火中消亡。
沙波亞（Savoir，配音员：西凜太朗）
偽装貨物船葛蘭雪的基拉·祖鲁驾驶员。在葛蘭雪的MS驾驶员中算得上是个新手。
亞力克（Alec，配音员：乃村健次）
葛蘭雪的成員中的後備的操舵手。奇波亞死後担任葛蘭雪的操舵手。
贝松（Besson，配音员：坂诘贵之）

### 畢斯特財團（ビスト一族）
卡帝亞斯·畢斯特（Cardeas Vist，配音員：菅生隆之（日本），黎家希（香港））
畢斯特財團的第二代當家，也是巴納吉的父親，曾在巴納吉年幼時與其見面，及教授其家中壁毯「婦人與獨角獸（La Dame à la licorne）」的真諦。在0096年時，因為在工業七號之亂中被其長子亞伯特（巴納吉同父異母的哥哥）槍傷，臨死前與巴納吉在RX-0 獨角獸鋼彈中見面，並交付獨角獸給巴納吉，最後飘出駕駛倉被大火吞沒。
賽亞姆·畢斯特（Syam Vist，配音員：永井一郎）
年幼時為中亞某地的牧羊人，因為高額報酬而參與拉普拉斯事件；僥倖存活並拾獲拉普拉斯之盒，以此發跡成為畢斯特財團創辦人。藉由實驗性的冷凍睡眠裝置而得以延命守護拉普拉斯之盒與畢斯特一族。是卡帝亞斯的祖父，巴納吉的曾祖父。
賈爾·陳（Gael Chan，配音員：青山穰）
卡帝亞斯的秘書，原地球聯邦情報部人員，精通格鬥與謀略。在卡帝亞斯從軍期間與其熟識，仰慕其理想而效忠於卡帝亞斯。
動畫與小說不同，小說部分單獨行動，與新吉翁合作潛入聯邦軍的船艦裡，受傷於醫療室接受治療時，意外遇見巴納吉，在其同意下，吿知巴納吉與所有人獨角獸計畫的真相與目的，而巴納吉身為畢斯特財團私生子的身分也隨之曝光，後在潛入新吉翁戰艦時死去。
：動畫部分則是與塞亞姆一起迎接到來的巴納吉與米妮瓦，並吿知一切，後來駕駛MS保護巴納吉。

### 賈維家族
马哈地·贾维（Mahady Garvey）
杜拜遺族的末代，與「帶袖的」同流的穆斯林狂熱份子運用自己的財力打造一台強力MA尚布羅來攻打地球聯邦政府的首都——達卡，原本是因為要替自己的教派與妻子報仇，但行為極度的偏激，殺了無數的無辜民眾。最後被巴納吉與利迪一起射殺。
OVA動畫中則開始時便已死亡，其怨念附著在其女羅妮和尚布羅上，誘發羅妮失控屠殺平民。
罗妮·賈維（Loni Garvey，配音員：伊濑茉莉也（日本） , 顏頌怡（香港））
馬哈迪的女兒，具有NT能力。
在小說中：與殘暴的父親不同，有寬大的心靈，似乎喜歡巴納吉。在駕駛尚布羅負責操縱反射Bit進行攻擊和防禦，最後因與父親意見不同而遭父親槍殺，死後運用精神感知對巴納吉求助他停止父親的瘋狂殺戮。
在OVA的EP4中：羅妮的父親和兄弟在設定上很早便死去了，很可悲的不同於小說的羅妮，動畫中的羅妮失去了所有家人並繼承了小說中父親的仇恨成長成一個仇恨一切的恐怖份子，這可以解釋為小說的羅妮其實是活在父親的羽翼下，正因為有繼承仇恨的父親，小說的羅妮才不需要去擔負親人仇恨的痛苦活下去，動畫中的羅妮背負失去全部家人的痛苦，成長成偏激且冷酷無情的人，特別是駕駛尚布羅時，變得極度偏激，在聯邦特靈頓基地曾經一度失控。雖然最後一刻在巴納吉的勸說和其隊長卡克斯靈魂的指引下戰勝了仇恨，操縱反射Bit抵消了尚布羅瞄準獨角獸鋼彈的Mega炮，但同時被利迪以從獨角獸鋼彈手中搶得的光束麦格农直擊駕駛艙而死。可見其本質仍然是小說中那個善良的女孩。

### 阿纳海姆电子产业联合体
·毕斯特（Alberto Vist，配音員：高木渉）
巴納吉的同父異母兄長，受姑姑瑪莎的鼓动，没有主见的他因此反對卡帝亞斯的計畫。後來在俘獲瑪莉妲後對她傾心，雖然被設定成是她的新主人但沒有將瑪莉妲視為自己的工具，嘗試陽奉陰違姑姑的意見只為保全瑪莉妲的生命。在瑪莉妲死亡後亞伯特痛哭不已，為了不讓她白白犧牲，在最後時刻變得堅毅，轉而要姑姑放棄計畫。
玛莎·毕斯特·卡拜因（Martha Vist Carbine，配音員：塩田朋子）
卡帝亞斯的妹妹，嫁入亞納海姆電子創立者卡拜因家族。策劃由擬阿卡馬妨礙卡帝亞斯與「帶袖的」交易。卡帝亞斯死後成為畢斯特財團代理當主。戰後被問及擴大拉普拉斯事變的責任，她被聯邦政府軟禁。

### 地球聯邦軍
利迪·馬瑟納斯（Riddhe Marcenas，配音員：浪川大輔（日本），劉奕希（香港））
羅南·馬瑟納斯之子，由於不想依循家族傳統從政而離家出走從軍。軍校畢業後配屬為擬阿卡馬號MS駕駛，使用機為里歇爾、DELTA PLUS以及报丧女妖。喜愛古典雙翼機模型，對米妮瓦有著一往情深的感情。

#### 拉·凱拉姆隊
布萊特·諾亞（Bright Noa，配音員：成田剑（日本），翟耀輝（香港））
隆德·貝爾司令，歷代鋼彈部隊的艦長。為避開由「拉普拉斯的盒子」引發的事件，私下隱藏旗下戰艦「擬阿卡馬」的動向。在乘艦「拉·凱拉姆」的艦長室內，擺放阿姆羅的照片。
奈吉·盖瑞特（Nigel Garrett，配音員：中村悠一）
隆德·貝爾三连星的队长，上尉。
賴瑞·马吉尼斯（Daril McGuinness，配音員：勝杏里）
隆德·貝爾三连星之一，中尉。
华兹·史提普尼（Watts Stepney，配音員：安元洋贵）
隆德·貝爾三连星之一，中尉。

#### 擬阿卡馬隊
奧特·米塔斯（Otto Midas，配音員：内田直哉）
擬阿卡馬號（Nahel Argama）艦長，行事規則一向都是依照教範，而使乘組員比較信任副艦長的指令。
蕾亚姆·巴林尼亚（Liam Borrinea，配音員：渡邊美佐）
擬阿卡馬號副艦長，對於乘員而言有如大媽般的感覺。
美尋·奧伊瓦肯（Mihiro Oiwakken，配音員：豐口惠（日本），柚子蜜（香港））
擬阿卡馬號通訊員。
哈桑（Hasan，配音員：佐藤正治）
從擬阿卡馬號在第一次新吉翁戰爭啟用時就一直在艦上服務的軍醫。

#### ECOAS
塔克薩·馬克爾（Daguza Mackle，配音員：東地宏樹）
聯邦列屬“狩獵人類部隊”（ECOAS 920）的司令，中校。在《拉普拉斯的亡靈》一集中與巴納吉同行探勘拉普拉斯遺駭，外表冷酷但心地其實和善。在遭受弗爾攻擊時為了幫助巴納吉以自己的死來換取促使他發動NT-D，跑到外部以肩射火箭彈牽制弗爾，被弗爾的光束斧攻擊而蒸發死亡。
康洛依·哈金森（Conroy Haagensen，配音員：三宅健太）
聯邦列屬“狩獵人類部隊（ECOAS 920）”的副司令，少校。塔克萨的左膀右臂。

### 地球聯邦政府
罗南·馬瑟納斯（Ronan Marcenas，配音員：小川真司）
利迪·马瑟纳斯之父，聯邦議員。
帕特里克·馬瑟納斯（Patrick Marcenas）
馬瑟納斯家入贅的女婿，岳父羅南的秘書，也是馬瑟納斯家在政界扶植的繼承人。
里卡德·馬瑟納斯（Ricardo Marcenas，配音員：有本钦隆）
第一任地球聯邦总理，在总理官邸拉普拉斯衛星宣告宇宙世紀開始時，被捲入恐怖攻擊引發的拉普拉斯衛星爆炸中，不幸身亡，該恐怖攻擊事件的幕後黑手為里卡德的兒子-喬治·馬瑟納斯。
於動畫開始，宣佈宇宙世紀的聯邦元首，一統地球圈，地球聯邦的第一任總統，開創宇宙世紀，本身是偉大的政治家，也是真正聖潔的偉人，所以才會被腐敗的地球特權拱為來移民政策的王牌，正因為有里卡德的清廉，才能成立統一地球的組織聯邦，正因為有里卡德，才能說服廣大的民眾推出被貶為棄民政策的宇宙移民政策來拯救地球，里卡德本身也知道拯救地球的行動勢在必行，於是提出所有重要政府機關都應該設立在宇宙，所有特權都應該活在宇宙成為開拓宇宙的先鋒，而成為當權派的眼中釘，隨著移民政策的成立與推動，用於取信人民的里卡德失去用處而死於拉普拉斯的恐怖攻擊，隨著里卡德的逝去此理念也隨之消亡，徒留不可逆轉的的移民政策繼續運轉下去，地球特權也以馬瑟納斯之死為藉口拒絕將政府設立於宇宙，我們可以這麼說如果里卡德沒有死於恐怖攻擊，地球就無法迫害宇宙移民，沒有來自地球的迫害，宇宙世紀不會失軌，宇宙世紀沒有失軌也就不會有一年戰爭，這一切的悲劇也都不會發生。他的遺念正是拉普拉斯之盒。
杜瓦庸（配音員：西川几雄）
马瑟纳斯府邸的老管家。

### 吉翁殘黨軍
約姆·卡克斯（配音員：石塚運昇）
以新幾內亞為根據地的吉翁殘黨軍現任領袖。在馬赫迪過世後，便如同父親般照顧羅妮。

### 吉翁共和国
只在小說版登場
莫纳汉·巴哈罗
吉翁共和国外务大臣，為夏亞再世計劃的負責人。

### 平民
拓也·伊禮（Takuya Irei，配音員：下野紘）
巴納吉的室友兼好友，16歲的少年，擁有茶色的卷髮，亞納海姆電子工業專科學校工學部資源開發科的實習學生，對軍事十分熱衷，目標是成為測試駕駛員。搭乘擬阿卡馬號後擔任機械師，提出獨角獸全裝甲化計劃並付諸實行。後期和米寇特·帕奇成為情侶。
米寇特·帕奇（Micott Bartsch，配音員：戸松遥）
巴納吉的女性朋友，對巴納吉有好感，是個有時膽小有時堅強的女孩，父親是工業七號中其中一家工廠的廠長。早期對巴納吉關心奧黛莉（米妮瓦）感到不滿，對奧黛莉懷有敵意。後期和拓也·伊禮成為情侶。
班克罗夫特（配音員：楠见尚己）
阿纳海姆工专教师，主授历史。
貝托蒂嘉·伊爾瑪（Beltorchika Irma，配音員：川村万梨阿）
格里普斯戰役期間AEUG的地面協助組織卡拉巴的工作員。阿姆羅參加卡拉巴空軍時的同居女友。現為香港羅商會的高級職員。
凯·西登（Kay Shiden，配音員：古川登志夫）
一年戰爭時期白色基地MS駕駛員，戰後成為記者，現為自由作家。
餐馆老主人（配音員：森功至）
奥黛丽从马瑟纳斯府邸逃出时期进入餐馆的店主。對於夏亞的事件有自己獨特的一道見解。
出於官方的刻意，此角色的配音員是初代鋼彈受夏亞陷害而死的卡爾馬·薩比的聲優。
提克威（配音員：田村睦心）
奇波亚之子。
提克威之母（配音員：林りんこ）
奇波亚之妻，提克威之母。

## 設定及用語

### 世界觀、歷史
宇宙世紀 U.C.（Universal Century）
本集運用的年代稱呼。
拉普拉斯事件（The Laplace Incident）
在「公元世紀」的最後一天即當年的除夕，「地球聯邦政府首任首相「里卡德·馬瑟納斯」，在位於近地軌道的首相官邸太空站「拉普拉斯」上舉辦了盛大的改元盛典。親馬瑟納斯的地球聯邦國首腦齊聚一堂，無數的媒體記者向全世界直播整個盛典的實況。
然而這場盛典卻成了血染的新世紀的開端，就在新世紀來臨的倒數剛剛結束，世界迎來新世紀的一瞬間，整個拉普拉斯空間站發生了劇烈的爆炸。包括馬瑟納斯首相本人在內，各國代表、官邸要員連同空間站周邊的護衛部隊一起被捲入爆炸，無一倖免。
事後，失去首相和眾多機關要員的地球聯邦政府立即完成重新組閣，並宣布整起事件為恐怖事件，打出「銘記拉普拉斯」的口號，對反政府運動進行了徹底的打擊，依靠強大的軍事力量徹底殲滅了分離主義運動及背後支持他們的國家。
22年後，地球聯邦政府宣布消滅了地球上的一切紛爭。通過不斷的軍事行動，地球聯邦徹底剷除了反對勢力，並且以此為其政權奠定了不可動搖的基礎，進入宇宙世紀的世界都被歸在地球聯邦政府的統治之下。
但高度集中的統治也造成了官僚主義作風橫行和貪腐的蔓延。直接或間接地造成了提坦斯這樣的極右組織的抬頭，並催生了吉恩主義、貴族義務主義等反地球聯邦思想，招來了無休止的戰火。
由於拉普拉斯事件後地球聯邦政府過於迅速、完美的反應，有人懷疑整起事件是不是由地球聯邦政府自導自演的鬧劇。但大眾基本都認為這不過是個司空見慣的陰謀論而已，基本上都支持了地球聯邦政府的反恐政策。
然而上面的猜想沒錯，拉普拉斯事件正是由一向視自由派馬瑟納斯政權為眼中釘的地球聯邦政府極右派一手策劃，並暗中策動分離主義組織進行實施的驚天陰謀。
拉普拉斯之盒（The Laplace's Box）
畢斯特財團秘密保存的祕寶，據說其中蘊藏著能顛覆聯邦政府的力量。
其真面目是刻有宇宙世紀元年所頒布的原版宇宙世紀憲章的石碑。在拉普拉斯事件後該石碑就被畢斯特一族隱藏起來。
原版宇宙世紀憲章共7章15條。達喀爾的聯邦議會放置有複製的石碑。複製的石碑刪除了第7章（第7章15條的第2節才是關鍵）。
第7章如下：
|  | :::::::::::Chapter VII. Future :::::::::::::Article 15 The Earth Federation shall prepare the following articles for the future of human race with high hopes and expectations. 1. In preparation for an extraterrestrial biological emergency, the Earth Federation shall increase and expand research and preparedness. 2. In the future, should the emergence of a new space-adapted human race be confirmed, the Earth Federation shall give priority to involving them in the administration of the government. |
翻譯：
 :::::::::::第7章 未來
 :::::::::::第15條
為了人類的未來，地球聯邦應抱著殷切的期望和遠大的希望準備如下事項：
一、為了應對地外生物學上的緊急事態，地球聯邦應增加研究和擴充準備。
二、未來，若是確定有適應宇宙環境的新人類誕生，地球聯邦應優先讓其參與到政府運作之中。
第三次新吉翁戰爭（The Third Neo Zeon War）
又稱拉普拉斯之亂（Laplace Conflict），是在U.C.0096年（夏亞之亂的3年後）爆發出的一場牽連「地球聯邦軍」，「新吉翁」和「阿納海姆電子企業」三方的利益政治紛爭和軍事衝突，雖然這場紛爭時間短，但是很大程度上直接影響了整個三方勢力。
主要發生在4-5月，新吉翁殘黨策劃襲擊了地球聯邦政府首都「達卡」以及澳大利亞聯邦基地「托灵顿」，重創了首都地區，議會大廈被毀；而擬·阿卡馬則攻擊了「帶袖的」的基地「帕勞」，雙方幾次軍事行動都造成了大量人員傷亡和財產損失。
5月，聯邦軍使用在「格里普斯戰爭」中被破壞、以後收復完成的殖民衛星炮「格里普斯II」摧毀了新吉恩殘黨的主力艦隊，並試圖摧毀盒子所在地「墨瓦臘泥加」未能成功；吉翁公主「米妮瓦·扎比」向全地球圈揭露了盒子的真相，即被地球聯邦篡改的宇宙世紀憲章。
事件公佈後引起整個地球圈的軒然大波，但是聯邦及時召開新聞發布會否認，並指出現今沒有任何標準能判定新人類的存在，此事件在耗費了大量生命和財力後就這樣不了了之，事後，米妮瓦和巴納吉隨墨瓦臘泥加前往吉翁共和國並在之後前往木星圈。
拉普拉斯之亂對歷史表面並無太大影響，實際上聯邦政府否定盒子真相後，未有因此改變腐敗狀況，間接為日後「馬法狄」、「死亡先鋒」、「贊斯卡爾帝國」等反聯邦勢力先後抬頭，埋下伏線。此外，戰爭期間，宇宙島開始發跡、至U.C.0096年才重新整合的S.N.R.I（海軍戰略研究所），首度參與聯邦軍ECOAS部隊的MS製造，日後也積極向苦於縮減開支的聯邦軍，提出機動戰士小型化方案，最終更被聯邦軍採納成為主要戰力，嚴重打擊在機動戰士小型化競逐上、後知後覺的阿納海姆電子企業，標誌這曾經叱吒一時的龐大企業，已經步入衰落。

## 登场地名、設施
工業7號（Industrial 7）
「阿納海姆電子公司」轄下建設中的工業殖民衞星，約有200萬人口，不屬於任何一個SIDE，也沒有聯邦軍駐軍。
位處地球及月球之間，繞行L1軌道，形狀有如巨大的圓筒，港口及工廠區的一端向着地球。
外壁是銀藍色，目前全長18公里（估計竣工時會達至30公里），圓周約20公里，以2分鐘自轉一周的速度產生1G的引力。
整體就如同名字一般是工廠的集合體，24小時都有值勤中的人。
於OVA第1集和動畫第3集遭到新吉翁的MS——剎帝利與隆德·貝爾的所有MS兩方的互相攻擊，而無辜牽連工業7號所有平民，連同工業學院所有學生，除了巴納吉·林克斯、拓也·伊禮和米寇特·帕奇，都無一生還，而且工業7號也已經在這場戰爭中滿目瘡痍。
墨瓦腊泥加（Magallanica）
为了开发木星圈而建造的自航式殖民卫星建造者，因外形的原因而被冠以「蜗牛」的绰号，隐藏有「拉普拉斯之盒」。墨瓦腊泥加一词指的是假想的大陆。
在「格利普斯II」的鐳射砲發射之際，「獨角獸」和「報喪女妖」兩機奮不顧身地擋下該鐳射砲的攻擊，後受「隆德·貝爾」的保護下，遷移到木星圈。
格利普斯II（Gryps II）
殖民地激光炮。在9年前的「格利普斯戰役」中受損，現在已修復完畢，代號「System」。
原本是用來毀滅藏有「拉普拉斯之盒」的「墨瓦臘泥加」以掩蓋「盒子」的真相，結果被「獨角獸」和「報喪女妖」組成的「精神力場」給擋了下來。
達喀爾（Dakar）
「地球聯邦政府」的首都，中央議會設於此地。
位於佛得角半島，大西洋東岸，對於泛大西洋和歐洲貿易是一個十分有利的啟運點，這也幫助了達喀爾成長為一個區域性港口。
一度遭到「吉翁殘黨軍」的MA——「尚布羅」的慘烈攻擊，而滿目瘡痍。
托灵顿基地（Torrington Base）
位於「澳大利亞」東部，「悉尼港」以北地區的軍事基地，由於曾是「地球聯邦」的核設施儲存基地，因此該基地曾是聯邦軍最為重要的基地之一。
在U.C.0096年的「拉普拉斯之亂」因為被標為坐標點之一因此遭到「吉翁殘黨軍」的攻擊，由於當時因荒漠原因該基地被認定為防禦價值低因此並未有重兵把守，導致損失嚴重，基地後來由「E.F.F.防禦隊」定期經過巡邏。
較值得一提的是托灵顿基地剛好位於殖民衛星落下而形成的大坑旁邊，因此至今依然可以見到殖民衛星的殘骸。
拉普拉斯（Laplace）
位於近地軌道的首相官邸空間站，屬於相對較小型的太空鄉鎮島二型斯坦福环面宇宙空間站，由位於中間自傳的麵包圈狀的居住區域，和居住區上下的反射鏡模塊構成。
在公元世紀的最後一天即當年的除夕，分離主義組織所安插的恐怖分子悄悄地潛入聯邦，負責進行改造反射鏡，結果連接空間站環境系統的水循環管道被反射光照射，管道迅速爆裂，還一度引發水蒸氣爆炸，連接橋也扭斷，無數飛散的碎片襲向周圍負責加強警備的的地球聯邦宇宙軍，最後無一生還。
96年後的拉普拉斯已經是個廢墟，獨角獸與新安洲是在那裡交戰的。
夏延山（Cheyenne）
「地球聯邦」的軍事基地，位於「懷俄明州」東南部近「科羅拉多州界」。是「格里普斯II」的控制中心。
帕勞（Palau）
「新吉翁」繼「阿克西斯」之後，位於小行星地帶的一個大本營兼根據地，有許多的MS在巡視著。
於OVA第3集遭到「隆德·貝爾」攻擊。

## 組織
隆德·貝爾（Londo Bell）
於3年前因制止「夏亞·阿茲納布爾」的「地球寒冷化作戰」而名聲大噪的「聯邦宇宙軍」的特殊精銳部隊，堪稱是聯邦軍精銳中的精銳。
其最高司令官為活躍於「一年戰爭」、「格里普斯戰役」和「第一次新吉翁戰爭」的「布萊特·諾亞」上校。
有特別行政權和優先獨立指揮權，基本可以說是連聯邦政府都不能干涉；在「第三次新吉翁戰爭」後，隆德·貝爾逐漸被削減。在4年後(U.C.0100年)，「吉翁」宣布放棄自治權後基本宣布解散，所有成員被編入「第13獨立部隊」。
ECOAS
全稱為「Earth COlony ASteroid」，於3年前的「第二次新吉翁戰爭」後不久形成，是「地球聯邦軍」新成立的特殊任務小組，它被創造為獨立的工作隊，來做一些骯髒和秘密的任務。
有自己的指揮系統，甚至連「隆德·貝爾」也不能直接命令他們。
其任務是與暴露的「新自護」部隊作戰，掃蕩新自護殘黨。其基地被設在「月神2號」。他們的活動非常廣泛，從軍事需要，簡單的警務，到他們有保障的特殊權利。
雖然他們的存在是在聯邦軍隊中較為保密，但是其中一支「920特種部隊」自從和新吉翁在「工業7號」上戰鬥後，就駐紮在了「擬·阿卡馬」上。
新吉翁（Neo Zeon）
「吉翁公國」戰敗之後，以「吉翁」之名聚集前吉翁勢力對「地球聯邦軍」進行武力抗爭的勢力。
當中統帥是號稱「夏亞再世」的「弗爾·伏朗托」，他利用該名號的名義發動「第三次新吉翁戰爭」。
敗北後的4年內，徹底轉入地下，在「吉翁共和國」將自治權歸還於地球聯邦後，新吉翁便徹底地銷聲匿跡。
帶袖的（The Sleeves）
是「新吉翁」所屬的地下軍事組織。在「吉翁共和國」國防部長「摩納汗·巴哈羅」等人的贊助下，一直維持著運作。
為了凝聚人心，使用極為華麗的啟蒙時代風帶袖章金線肋骨服為軍服，所持機體上添加了袖章狀裝飾，因此俗稱「帶袖的」，以別於「迪拉茲艦隊」、「阿克西斯」、「甘泉」等吉翁殘黨。
在2年前，突襲了聯邦巡洋艦「雲海」，從此浮上檯面。扶持著公國時期王族遺孤「米妮瓦·拉歐·薩比」為傀儡，實際指揮權在於號稱「夏亞再世」的「弗爾·伏朗托」。在弗爾·伏朗托的指揮下，組織了包括2年後突襲聯邦首都「達喀爾」在內的多場恐怖襲擊。
U.C.0096年，「帶袖的」主力與「聯邦軍」的「擬·阿卡馬」號遭遇「拉普拉斯戰役」，弗爾·伏朗托與「巴納吉·林克斯」的「獨角獸」和「利迪·馬瑟納斯」的「報喪女妖」交戰，最後「帶袖的」以他的犧牲和其主力艦隊被「格利普斯II」的鐳射砲消滅為銷聲匿跡。
中文譯名方面，官方譯為「帶袖的」，而Netflix則譯為「袖章軍團」
吉翁殘黨軍（The Zeon Remnants）
殘留於世界各地的大小「舊吉翁部隊」，其現任領導為「約姆·卡克斯」少校。
受「新吉翁」的軍事組織「帶袖的」領袖「弗爾·伏朗托」之指使，攻擊「地球聯邦」在地球上的軍事基地「特林頓基地」和地球聯邦首都「達喀爾」，原本佔上風，但因形勢突然扭轉，導致「聯邦軍」有反擊的機會，最後節節敗退。
畢斯特財團（Vist Foundation）
表面上是將地球上位於戰亂地區的文物與美術品移送至安全的宇宙殖民星保存的公益組織，事實上是「畢斯特一族」所經營的非法貿易洗錢機構。
其創辦人為「賽亞姆·畢斯特」，在賽亞姆進行冷凍睡眠的期間，由其孫子「卡帝亞斯·畢斯特」掌管。
由於畢斯特一族與「亞納海姆電子企業」具有相當深厚的關係，畢斯特財團實際與表裡一體，而事實上控制著世界最大的複合企業「亞納海姆集團」；另一方面在賽亞姆的運作下，財團也成為聯邦高官退休後空降養老之所，因而在政界也有著莫大的影響力。
在黑白政財都有著無可置疑的影響力的畢斯特財團，被世人稱作暗中支配世界的「影子帝國」。
亞納海姆電子企業（Anaheim Electronics）
U.C.紀元里著名的世界最大規模的複合生產企業，號稱「小至湯勺，大至宇宙戰艦都製造」。
作為「地球聯邦」的財政重鎮，對聯邦有著巨大的影響力，並擁有數處宇宙殖民星的所有權，本社所在的月面甚至號稱「亞納海姆王國」。

## 技術
NT-D系統（NT-D System）
關於NT-D系統，地球聯邦軍官方記錄為是「New-Type Drive」的縮寫，因為在發動NT-D系統之後，機體會改以精神感應系統進行機體的部分操作；但NT-D的真面目其實是「New-Type Destroyer」，因為在此狀態下，本機具有劫持精神感應系統搭載機的感應兵器（包含任何有線及無線式的精神感應無人機）並反過來殲滅精神感應機體的能力。
事實經歷一年戰爭至夏亚之亂後，聯邦軍早已留意到新人類可怕的力量，再加上新人類人是自護主義理念的一環，於是委託A.E.社開發及製造本機，以消滅吉翁的新人類神話。不過作為「拉普拉斯之盒」鑰匙的一號機被畢斯特財團的第二代當家——卡帝亞斯·畢斯特竄改了OS，灌入「拉普拉斯程式」，使一號機在某特定情況下發動NT-D系統時，需要滿足機體操作系统中隱藏的「拉普拉斯程式」所定下的條件（一般戰鬥中的發動不受影響）。而根據賽亞姆·畢斯特所言，「拉普拉斯程式」乃是藉機械方式辨識真正新人類的系統，使得一號機成了一個矛盾的存在。
其開發之初就是以搭乘者為新人類為前提進行的精神感應思想操縱系統，UC計劃中只有獨角獸高達及新安州兩部MS搭載，機體受到腦波映像影響直接反映的思考系統，凌駕於手動操縱MS的反應以及動作精度。而此系統與完全精神感應骨架組合開發出獨角獸高達搭載特殊管制系統的NT-D系統，駕駛員與精神感應思想操縱系統交感下將獨角獸高達提升至極限，此時機動性將會得到飛躍性的提升，透過精神感應系統的控制，其推進器從點火、推進到煞停的時間非常的短暫，速度甚至能用「瞬間移動」來形容，駕駛員將要承受強大的G力和對大腦的衝擊力，一般人不能駕駛，考慮到這一點，所以大約只能發動5分鐘左右。另外，NT-D發動時，精神框架會與生物傳感器產生作用，在機體的附近產生像I-力場的光束排斥作用。
由於內部機構有搭載精神感應骨架，能和具有相同機構的機體產生共鳴。當認定敵人為擁有新人類能力的存在（不會去分辨是新人類還是強化人），便会解除限制并發動NT-D系統，大幅提高推進力和運動性能。NT-D系统探测到精神感应武器后，会強制奪取敵方的感应武器的控制權，來殲滅目標。
根據小說中艾隆·特傑夫技師所言，本機劫持感應兵器的原理是將駕駛員的感應波透過機體的精神感應框體進行增幅運算，並且抵銷甚至是蓋過其他精神感應機體對感應兵器的控制，從而控制對方的感應兵器。而在第一次新吉翁戰爭中，艾兒碧·普露之所以能奪取精神感應鋼彈MK-II的反射Bit，也是基於同一種原理。
就其身為消滅用的NT專用機的矛盾點，聯邦軍預定使用強化人擔任駕駛員（強化人某程度上不算是新人類）。也有其他說法指出本機實際上的設計思維是能戰勝任何精神感應機以及普通機種的「絕對最強MS」，而本機發動NT-D系統時所實現的精神感應操控，也被認為是過去吉翁公國精神感應系統原本的最終目標。
機體上搭载的精神感應骨架會與其他精神感應骨架產生共鳴，會生成精神感應力場。若駕駛員將強烈的意志灌入精神感應骨架之中則會生成淡綠色的精神感應力場，誘發未知的現象。
拉普拉斯程式（La+ Program/Laplace Program）
「RX-0獨角獸鋼彈」的追加程序，也是「UC計劃」的最高機密。
為進行空間運行試驗而運往「阿納海姆電子企業」所屬「工業七號」的1號機，在「畢斯特財團」當主——「卡帝亞斯·畢斯特」的主導下，在原有式樣的基礎上追加了拉普拉斯程序。作為標明「拉普拉斯之盒」所在地的「鑰匙」。
拉普拉斯程序會在一定條件下啟動，提示包含「拉普拉斯之盒」線索的數據。與NT-D系統的發動有著密切的聯繫，能感知巴納吉的NT能力，從而自行發動NT-D系統。
卡帝亞斯將這一「鑰匙」封印在本機內部，並曾經打算將其讓渡給作為「吉翁殘黨軍」活動的游擊勢力——「帶袖的」，不過因故未果。之後的事件中，拉普拉斯程序登錄了巴納吉的生理特徵，除指紋、角膜之外，該系統還能掃描登錄者的全身毛細血管並加以驗證，因此除巴納吉之外，不能通過拉普拉斯程序驗證的人無法啟動和駕駛獨角獸鋼彈1號機。
而因為拉普拉斯程序已經和OS交互融合再一起，如果擅自強硬格式化來解除生物特徵鎖定的話，有極大可能導致拉普拉斯程序自我銷毀，迫使曾一度捕獲獨角獸鋼彈的新吉翁勢力必須透過間接手段追蹤其位置。
NITRO系統（NITRO System）
全称為「Newtype Insection Trace Reformed Oldtype System」，即「NT檢測追踪用改造型OT系統」。
通過該系統即可模擬出NT腦波信號來指揮精神制導型兵器，同時簡易的接收機師的物理操作控制，達到OT也具有NT能力般的現象。

## 小說
日版單行本由Kadokawa Comics A發行，之後分別由角川文庫和角川Sneaker文庫發行文庫版。單行本前3卷由安彥良和、之後由虎哉孝征繪製插畫；角川Sneaker文庫版插畫由美樹本晴彥繪製。繁體中文版由台灣角川代理發行，簡體中文版由天聞角川代理發行，湖南美術出版社出版，二者代理版本均為單行本版。
| 角川書店       | 角川書店                                  | 角川書店                             | ／ 台灣角川                                                                          | ／ 台灣角川                                         | ／ 台灣角川                                                     | 天闻角川、湖南美術出版社 | 天闻角川、湖南美術出版社 | 天闻角川、湖南美術出版社 |
| 日文版標題     | 初版發行日期                              | ISBN                                 | 繁體中文版標題                                                                       | 初版發行日期                                        | ISBN                                                            | 简体中文版标题           | 初版發行日期             | ISBN                     |
| -------------- | ----------------------------------------- | ------------------------------------ | ------------------------------------------------------------------------------------ | --------------------------------------------------- | --------------------------------------------------------------- | ------------------------ | ------------------------ | ------------------------ |
|                | 2007年9月26日                             | ISBN 978-4047139695 （單行本版）     | [機動戰士鋼彈UC (1) 獨角獸之日（上）] 错误：{{Lang}}：语言代码：tc 无法识别（帮助）  | 2008年12月4日 （特裝版） 2008年12月17日 （普通版）  | ISBN 9789750303050 （特裝版） ISBN 978-986-174-890-0 （普通版） |                          | 2011年10月5日            | ISBN 978-7-5356-4759-7   |
| 2010年1月23日  | ISBN 978-4043943357 （角川文庫版）        |                                      | [機動戰士鋼彈UC (1) 獨角獸之日（上）] 错误：{{Lang}}：语言代码：tc 无法识别（帮助）  | 2008年12月4日 （特裝版） 2008年12月17日 （普通版）  | ISBN 9789750303050 （特裝版） ISBN 978-986-174-890-0 （普通版） |                          | 2011年10月5日            | ISBN 978-7-5356-4759-7   |
| 2010年2月1日   | ISBN 978-4044748050 （角川Sneaker文庫版） |                                      | [機動戰士鋼彈UC (1) 獨角獸之日（上）] 错误：{{Lang}}：语言代码：tc 无法识别（帮助）  | 2008年12月4日 （特裝版） 2008年12月17日 （普通版）  | ISBN 9789750303050 （特裝版） ISBN 978-986-174-890-0 （普通版） |                          | 2011年10月5日            | ISBN 978-7-5356-4759-7   |
|                | 2007年9月26日                             | ISBN 978-4047139701 （單行本版）     | [機動戰士鋼彈UC (2) 獨角獸之日（下）] 错误：{{Lang}}：语言代码：tc 无法识别（帮助）  | 2008年12月24日                                      | ISBN 978-986-174-946-4                                          |                          | 2012年2月5日             | ISBN 978-7-5356-5078-8   |
| 2010年1月23日  | ISBN 978-4043943364 （角川文庫版）        |                                      | [機動戰士鋼彈UC (2) 獨角獸之日（下）] 错误：{{Lang}}：语言代码：tc 无法识别（帮助）  | 2008年12月24日                                      | ISBN 978-986-174-946-4                                          |                          | 2012年2月5日             | ISBN 978-7-5356-5078-8   |
| 2010年2月1日   | ISBN 978-4044748067 （角川Sneaker文庫版） |                                      | [機動戰士鋼彈UC (2) 獨角獸之日（下）] 错误：{{Lang}}：语言代码：tc 无法识别（帮助）  | 2008年12月24日                                      | ISBN 978-986-174-946-4                                          |                          | 2012年2月5日             | ISBN 978-7-5356-5078-8   |
|                | 2007年12月26日                            | ISBN 978-4047150034 （單行本版）     | [機動戰士鋼彈UC (3) 紅色彗星] 错误：{{Lang}}：语言代码：tc 无法识别（帮助）          | 2009年4月25日                                       | ISBN 978-986-174-969-3                                          |                          | 2012年5月20日            | ISBN 978-7-5356-5322-2   |
| 2010年3月25日  | ISBN 978-4043943487 （角川文庫版）        |                                      | [機動戰士鋼彈UC (3) 紅色彗星] 错误：{{Lang}}：语言代码：tc 无法识别（帮助）          | 2009年4月25日                                       | ISBN 978-986-174-969-3                                          |                          | 2012年5月20日            | ISBN 978-7-5356-5322-2   |
| 2010年4月1日   | ISBN 978-4044748074 （角川Sneaker文庫版） |                                      | [機動戰士鋼彈UC (3) 紅色彗星] 错误：{{Lang}}：语言代码：tc 无法识别（帮助）          | 2009年4月25日                                       | ISBN 978-986-174-969-3                                          |                          | 2012年5月20日            | ISBN 978-7-5356-5322-2   |
|                | 2008年4月26日                             | ISBN 978-4047150188 （單行本特装版） | [機動戰士鋼彈UC (4) 帛琉攻略戰] 错误：{{Lang}}：语言代码：tc 无法识别（帮助）        | 2009年7月22日                                       | ISBN 978-986-237-181-7                                          | [ 註 2 ]                 | 2012年7月5日             | ISBN 978-7-5356-5421-2   |
| 2008年4月26日  | ISBN 978-4047150607 （單行本版）          |                                      | [機動戰士鋼彈UC (4) 帛琉攻略戰] 错误：{{Lang}}：语言代码：tc 无法识别（帮助）        | 2009年7月22日                                       | ISBN 978-986-237-181-7                                          | [ 註 2 ]                 | 2012年7月5日             | ISBN 978-7-5356-5421-2   |
| 2010年5月25日  | ISBN 978-4043943609 （角川文庫版）        |                                      | [機動戰士鋼彈UC (4) 帛琉攻略戰] 错误：{{Lang}}：语言代码：tc 无法识别（帮助）        | 2009年7月22日                                       | ISBN 978-986-237-181-7                                          | [ 註 2 ]                 | 2012年7月5日             | ISBN 978-7-5356-5421-2   |
| 2010年6月1日   | ISBN 978-4044748081 （角川Sneaker文庫版） |                                      | [機動戰士鋼彈UC (4) 帛琉攻略戰] 错误：{{Lang}}：语言代码：tc 无法识别（帮助）        | 2009年7月22日                                       | ISBN 978-986-237-181-7                                          | [ 註 2 ]                 | 2012年7月5日             | ISBN 978-7-5356-5421-2   |
|                | 2008年7月26日                             | ISBN 978-4047150843 （單行本版）     | [機動戰士鋼彈UC (5) 拉普拉斯的亡靈] 错误：{{Lang}}：语言代码：tc 无法识别（帮助）    | 2009年8月26日                                       | ISBN 978-986-237-228-9                                          |                          | 2012年9月5日             | ISBN 978-7-5356-5589-9   |
| 2010年7月24日  | ISBN 978-4043943654 （角川文庫版）        |                                      | [機動戰士鋼彈UC (5) 拉普拉斯的亡靈] 错误：{{Lang}}：语言代码：tc 无法识别（帮助）    | 2009年8月26日                                       | ISBN 978-986-237-228-9                                          |                          | 2012年9月5日             | ISBN 978-7-5356-5589-9   |
| 2010年7月31日  | ISBN 978-4044748180 （角川Sneaker文庫版） |                                      | [機動戰士鋼彈UC (5) 拉普拉斯的亡靈] 错误：{{Lang}}：语言代码：tc 无法识别（帮助）    | 2009年8月26日                                       | ISBN 978-986-237-228-9                                          |                          | 2012年9月5日             | ISBN 978-7-5356-5589-9   |
|                | 2008年10月25日                            | ISBN 978-4047151123 （單行本版）     | [機動戰士鋼彈UC (6) 在重力井底] 错误：{{Lang}}：语言代码：tc 无法识别（帮助）        | 2009年9月22日                                       | ISBN 978-986-237-269-2                                          |                          | 2012年11月5日            | ISBN 978-7-5356-5706-0   |
| 2010年9月25日  | ISBN 978-4043943777 （角川文庫版）        |                                      | [機動戰士鋼彈UC (6) 在重力井底] 错误：{{Lang}}：语言代码：tc 无法识别（帮助）        | 2009年9月22日                                       | ISBN 978-986-237-269-2                                          |                          | 2012年11月5日            | ISBN 978-7-5356-5706-0   |
| 2010年10月1日  | ISBN 978-4044748210 （角川Sneaker文庫版） |                                      | [機動戰士鋼彈UC (6) 在重力井底] 错误：{{Lang}}：语言代码：tc 无法识别（帮助）        | 2009年9月22日                                       | ISBN 978-986-237-269-2                                          |                          | 2012年11月5日            | ISBN 978-7-5356-5706-0   |
|                | 2008年12月24日                            | ISBN 978-4047151437 （單行本版）     | [機動戰士鋼彈UC (7) 黑色獨角獸] 错误：{{Lang}}：语言代码：tc 无法识别（帮助）        | 2009年10月30日                                      | ISBN 978-986-237-326-2                                          |                          | 2013年6月20日            | ISBN 978-7-5356-6237-8   |
| 2010年11月25日 | ISBN 978-4043943906 （角川文庫版）        |                                      | [機動戰士鋼彈UC (7) 黑色獨角獸] 错误：{{Lang}}：语言代码：tc 无法识别（帮助）        | 2009年10月30日                                      | ISBN 978-986-237-326-2                                          |                          | 2013年6月20日            | ISBN 978-7-5356-6237-8   |
| 2010年12月1日  | ISBN 978-4044748272 （角川Sneaker文庫版） |                                      | [機動戰士鋼彈UC (7) 黑色獨角獸] 错误：{{Lang}}：语言代码：tc 无法识别（帮助）        | 2009年10月30日                                      | ISBN 978-986-237-326-2                                          |                          | 2013年6月20日            | ISBN 978-7-5356-6237-8   |
|                | 2009年4月15日                             | ISBN 978-4047151970 （單行本特装版） | [機動戰士鋼彈UC (8) 宇宙與行星] 错误：{{Lang}}：语言代码：tc 无法识别（帮助）        | 2009年12月17日 （特裝版） 2009年12月17日 （普通版） | ISBN 9789750303647 （特裝版） ISBN 978-986-237-409-2 （普通版） |                          | 2013年9月5日             | ISBN 978-7-5356-6431-0   |
| 2009年4月25日  | ISBN 978-4047152298 （單行本版）          |                                      | [機動戰士鋼彈UC (8) 宇宙與行星] 错误：{{Lang}}：语言代码：tc 无法识别（帮助）        | 2009年12月17日 （特裝版） 2009年12月17日 （普通版） | ISBN 9789750303647 （特裝版） ISBN 978-986-237-409-2 （普通版） |                          | 2013年9月5日             | ISBN 978-7-5356-6431-0   |
| 2011年1月25日  | ISBN 978-4043944088 （角川文庫版）        |                                      | [機動戰士鋼彈UC (8) 宇宙與行星] 错误：{{Lang}}：语言代码：tc 无法识别（帮助）        | 2009年12月17日 （特裝版） 2009年12月17日 （普通版） | ISBN 9789750303647 （特裝版） ISBN 978-986-237-409-2 （普通版） |                          | 2013年9月5日             | ISBN 978-7-5356-6431-0   |
| 2011年2月1日   | ISBN 978-4044748302 （角川Sneaker文庫版） |                                      | [機動戰士鋼彈UC (8) 宇宙與行星] 错误：{{Lang}}：语言代码：tc 无法识别（帮助）        | 2009年12月17日 （特裝版） 2009年12月17日 （普通版） | ISBN 9789750303647 （特裝版） ISBN 978-986-237-409-2 （普通版） |                          | 2013年9月5日             | ISBN 978-7-5356-6431-0   |
|                | 2009年8月26日                             | ISBN 978-4047152861 （單行本版）     | [機動戰士鋼彈UC (9) 彩虹的彼端（上）] 错误：{{Lang}}：语言代码：tc 无法识别（帮助）  | 2010年4月30日                                       | ISBN 978-986-237-610-2                                          |                          |                          |                          |
| 2011年3月25日  | ISBN 978-4043944194 （角川文庫版）        |                                      | [機動戰士鋼彈UC (9) 彩虹的彼端（上）] 错误：{{Lang}}：语言代码：tc 无法识别（帮助）  | 2010年4月30日                                       | ISBN 978-986-237-610-2                                          |                          |                          |                          |
| 2011年4月1日   | ISBN 978-4044748364 （角川Sneaker文庫版） |                                      | [機動戰士鋼彈UC (9) 彩虹的彼端（上）] 错误：{{Lang}}：语言代码：tc 无法识别（帮助）  | 2010年4月30日                                       | ISBN 978-986-237-610-2                                          |                          |                          |                          |
|                | 2009年8月26日                             | ISBN 978-4047152878 （單行本版）     | [機動戰士鋼彈UC (10) 彩虹的彼端（下）] 错误：{{Lang}}：语言代码：tc 无法识别（帮助） | 2010年5月28日                                       | ISBN 978-986-237-658-4                                          |                          |                          |                          |
| 2011年5月25日  | ISBN 978-4043944378 （角川文庫版）        |                                      | [機動戰士鋼彈UC (10) 彩虹的彼端（下）] 错误：{{Lang}}：语言代码：tc 无法识别（帮助） | 2010年5月28日                                       | ISBN 978-986-237-658-4                                          |                          |                          |                          |
| 2011年6月1日   | ISBN 978-4044748425 （角川Sneaker文庫版） |                                      | [機動戰士鋼彈UC (10) 彩虹的彼端（下）] 错误：{{Lang}}：语言代码：tc 无法识别（帮助） | 2010年5月28日                                       | ISBN 978-986-237-658-4                                          |                          |                          |                          |
|                | 2016年3月26日                             | ISBN 978-4-04-103921-2               | [機動戰士鋼彈UC (11) 狩獵不死鳥] 错误：{{Lang}}：语言代码：tc 无法识别（帮助）       | 2018年10月22日                                      | ISBN 978-957-564-469-7                                          |                          |                          |                          |

## 外传小说

### 战后的战争
《机动战士GUNDAM UC 战后的战争》（機動戦士ガンダムUC 戦後の戦争）为PlayStation 3游戏机动战士高达 UC特装版的特典。

### 狩猎不死鸟
《机动战士GUNDAM UC 狩猎不死鸟》（機動戦士ガンダムUC 不死鳥狩り）为设定集的同捆小说。

## OVA
《機動戰士鋼彈 UC》的動畫版是鋼彈動畫中少有的非原創（由小說改編）鋼彈動畫。
2009年4月25日，日昇動畫決定把《機動戰士GUNDAM UC》動畫化。官方稱將以一種全新的模式全世界範圍內採取多種方式發布。2010年2月20日，第一集發布，以及在日本五大城市公映，包括東京、大阪、名古屋、福岡、札幌，以兩週時間（2010年2月20日～2010年3月5日）限時試播映，並在現場影院內針對入場者發售藍光光碟第1集先行限量發售版。2010年2月20日起索尼電腦娛樂通过旗下PlayStation Network上的PlayStation Store向PlayStation 3、PSP用户提供影片網路撥放。
藍光光碟及DVD由萬代影視出品，第1集於2010年3月12日全球同步發售。

### 制作人员
- 原案：矢立肇、富野由悠季
- 監督：古橋一浩
- 脚本：武藤康幸
- 人设原案：安彦良和
- 动画人设：高橋久美子
- MS原案：大河原邦男
- 机械设定：角木肇、石垣純哉、玄馬宣彦
- 机械设定协助：明贵美加
- 背景设定：佐山善則、上村秀勝
- 設定考証：小倉信也
- 原著故事：福井晴敏
- 音楽：澤野弘之
- 音響監督：木村絵理子
- 美術監督：池田繁美
- 色彩設計：すずきたかこ
- 摄影監督：葛山剛士、田中唯
- CG导演：藤江智洋
- 編集：今井大介
- 动画制作：日昇動畫

### 各集列表
| 集數      | 日文標題                          | 中文標題       | 劇本     | 分鏡                       | 演出                       | 作畫監督 | 機械作畫監督                                   | 總作畫監督                     | 公開日期       | 發售日期       |
| --------- | --------------------------------- | -------------- | -------- | -------------------------- | -------------------------- | --- | ---------------------------------------------- | ------------------------------ | -------------- | -------------- |
| episode 1 | Day of the Unicorn                | 獨角獸之日     | 武藤泰之 | 古橋一浩                   | 古橋一浩 佐藤照雄          | 千羽由利子、中田榮治 藤澤俊幸、茂木信二郎 佐藤敬一、羽山賢二 小曾根正美、柴田淳 城前龍治、安藤義信 西岡忍、鈴木勤 SNIPES、小林理 兒山昌弘、濱田邦彥 石田可奈、伊東伸高 森寬之、原田大基 大塚健、橋本誠一 | 不適用                                         | 高橋久美子 玄馬宣彥            | 2010年 2月20日 | 2010年 3月12日 |
| episode 2 | The Second Coming of Char         | 紅色彗星       | 武藤泰之 | 村田和也 古橋一浩          | 村田和也                   | 千羽由利子、中田榮治 石田可奈、坂本修司 奧田淳、藤澤俊幸 茂木信二郎、濱田邦彥 仲盛文、森寬之 森賢、山門郁夫 佐村義一、森田岳士 丹澤學、小林理 山本直子、小磯沙矢香 宮本崇、大竹守                        | 不適用                                         | 高橋久美子 玄馬宣彥            | 10月30日       | 11月12日       |
| episode 3 | The Specter of Laplace            | 拉普拉斯的亡靈 | 武藤泰之 | 古橋一浩 村田和也 玄馬宣彥 | 佐藤照雄 遠藤廣隆          | 菱沼義仁、茂木信二郎 小林理、藤澤俊幸 堀內博之 | 仲盛文、進藤健一 中谷誠一、金世俊              | 高橋久美子 玄馬宣彥            | 2011年 3月5日  | 2011年 3月18日 |
| episode 4 | At the Bottom of the Gravity Well | 在重力井底     | 武藤泰之 | 古橋一浩 玄馬宣彦          | 菱田正和 綿田慎也 京極尚彥 | 茂木信二郎、堀內博之 濱田邦彥、藤澤俊幸 | 中谷誠一、仲盛文 城前龍治、津野田勝敏          | 高橋久美子 玄馬宣彥            | 11月12日       | 12月2日        |
| episode 5 | Black Unicorn                     | 黑色獨角獸     | 武藤泰之 | 村瀨修功 古橋一浩          | 佐藤照雄                   | 赤堀重雄、堀內博之 辻繁人、柴田淳 飯島弘也、富岡隆司 藤澤俊幸、杉本幸子 | 中谷誠一、仲盛文 城前龍治、津野田勝敏          | 高橋久美子 玄馬宣彥 茂木信二郎 | 2012年 5月19日 | 2012年 6月8日  |
| episode 6 | Two Worlds, Two Tomorrows         | 宇宙與地球     | 武藤泰之 | 松尾衡 古橋一浩            | 初見浩一                   | 高橋久美子、寺岡巖 柴田淳、茂木信二郎 濱田邦彥 | 玄馬宣彥、中谷誠一 仲盛文、城前龍治            | 不適用                         | 2013年 3月2日  | 2013年 3月22日 |
| episode 7 | Over the Rainbow                  | 彩虹的彼端     | 武藤泰之 | 古橋一浩 村瀨修功 玄馬宣彥 | 佐藤照雄 初見浩一          | 恩田尚之、寺岡巖 菱沼義仁、茂木信二郎 柴田淳 | 中谷誠一、仲盛文 高谷浩利、津野田勝敏 城前龍治 | 高橋久美子 玄馬宣彥            | 2014年 5月17日 | 2014年 6月6日  |

活动公映
○公開日公映、●公開日以后公映、×未公映。
| 都道府县 | 上映館                       | ep 1 | ep 2 | ep 3 | ep 4 | ep 5 | ep 6 |
| -------- | ---------------------------- | ---- | ---- | ---- | ---- | ---- | ---- |
| 東京都   | 新宿ピカデリー               | ○    | ○    | ○    | ○    | ○    | ○    |
| 東京都   | TOHOシネマズ六本木ヒルズ     | ●    | ○    | ○    | ○    | ○    | ○    |
| 東京都   | シネマサンシャイン池袋       | ×    | ×    | ×    | ×    | ×    | ○    |
| 神奈川县 | 横浜ブルク13                 | ×    | ○    | ○    | ○    | ○    | ○    |
| 神奈川县 | 川崎チネチッタ               | ×    | ×    | ×    | ×    | ×    | ○    |
| 千葉县   | シネプレックス幕張           | ●    | ○    | ○    | ○    | ○    | ○    |
| 千葉县   | 京成ローザ10                 | ×    | ×    | ×    | ×    | ×    | ○    |
| 埼玉县   | MOVIXさいたま                | ●    | ○    | ○    | ○    | ○    | ○    |
| 栃木县   | MOVIX宇都宮                  | ×    | ×    | ×    | ○    | ○    | ○    |
| 愛知县   | ミッドランドスクエア シネマ  | ○    | ○    | ○    | ○    | ○    | ○    |
| 大阪府   | 大阪ステーションシティシネマ | ×    | ×    | ×    | ○    | ○    | ○    |
| 大阪府   | なんばパークスシネマ         | ○    | ○    | ○    | ○    | ○    | ○    |
| 京都府   | MOVIX京都                    | ×    | ○    | ○    | ○    | ○    | ○    |
| 兵库县   | 神户国際松竹                 | ×    | ×    | ×    | ×    | ×    | ○    |
| 北海道   | 札幌シネマフロンティア       | ○    | ×    | ○    | ○    | ○    | ○    |
| 福冈县   | 福岡中洲大洋                 | ○    | ×    | ○    | ○    | ○    | ○    |

### 播映電視台
| 香港 無綫電影台 星期五24:30－25:40節目 8月17日24:30-25:50節目                        | 香港 無綫電影台 星期五24:30－25:40節目 8月17日24:30-25:50節目 | 香港 無綫電影台 星期五24:30－25:40節目 8月17日24:30-25:50節目 |
| ------------------------------------------------------------------------------------ | --- | ------------------------------------------------------------- |
|                                                                                      | 機動戰士高達 UC: 獨角獸之日 （2012年7月27日） ↓ 機動戰士高達 UC：紅色彗星 （2012年8月3日） ↓ 機動戰士高達 UC: 拉普拉斯的亡靈 （2012年8月10日） ↓ 機動戰士高達 UC: 在重力的井底 （2012年8月17日） |                                                               |
| 賽德克．巴萊 太陽旗 (7月20日:20:40-25:15)精裝追女仔之3狼之一族 (7月20日:25:15-27:00) | 見鬼 (8月25日:22:50-24:35)警察故事續集 (8月25日:24:35-26:45) |                                                               |

| 香港 J2 星期三24:05－25:15節目                                                                                                 | 香港 J2 星期三24:05－25:15節目 | 香港 J2 星期三24:05－25:15節目                                                                                              |
| --- | --- | --- |
| | 機動戰士高達 UC: 獨角獸之日 （2014年12月24日）                                                                                               | |
| 武士法林明哥 (12月17日:24:05-24:35)銀魂IV (12月17日:24:35-25:05)90210 V (12月17日:25:05-25:55)                                 | 娛樂新聞報道: 除夕星級倒數派對 (2014年12月31日:22:30-24:30)第十一屆亞洲音樂節 (2014年12月31日:24:30-26:20)                                   | |
| 香港 J2 星期四24:05－25:15節目                                                                                                 | | |
| 聖鬥士星矢Ω (12月18日:24:05-24:35)銀魂IV (12月18日:24:35-25:05)90210 V (12月18日:25:05-25:55)                                  | 機動戰士高達 UC：紅色彗星 （2014年12月25日）                                                                                                 | 來自星星的你 (2015年1月1日:23:00-24:15)神勇飛鷹俠 (2015年1月1日:24:15-26:45)                                                |
| 香港 J2 星期五24:15－25:30節目                                                                                                 | | |
| Music Café (12月19日:24:00-25:00)讀上癮 (12月19日:25:00-25:05)90210 V (12月19日:25:05-25:55)                                   | 機動戰士高達 UC: 拉普拉斯的亡靈 （2014年12月26日）                                                                                           | Music Café (2015年1月2日:24:15-25:15)讀上癮 (2015年1月2日:25:15-25:20)GTO麻辣教師 (2015年1月2日:25:20-26:20)                |
| 香港 J2 星期六24:45－25:55節目                                                                                                 | | |
| MUSIC STATION (12月20日:24:05-25:05)音樂工房 (12月20日:25:05-25:35)                                                            | 機動戰士高達 UC: 在重力的井底 （2014年12月27日）                                                                                             | Code Geass 亡國的阿基德 第2章 (2015年1月3日:24:15-25:30)音樂工房 (2015年1月3日:25:30-26:00)                                 |
| 香港 J2 星期六 7月30日 24:45－25:55節目 8月6日 24:15 - 25:30節目 8月13日 24:15 - 26:10節目                                     | | |
| 機動戰士高達 THE ORIGIN II：悲傷的阿爾黛西亞 (7月23日:23:05-25:00)居者有奇屋 (7月23日:25:00-25:25)3日2夜 (7月23日:25:25-25:55) | 機動戰士高達 UC: 黑色獨角獸 （2016年7月30日） ↓ 機動戰士高達 UC: 宇宙與地球 （2016年8月6日） ↓ 機動戰士高達 UC: 彩虹的彼端 （2016年8月13日） | Code Geass 亡國的阿基德 第4章 (8月20日:24:15-25:35)3日2夜（第二輯） (8月20日:25:35-26:05)新加坡潮什麼 (8月20日:26:05-26:35) |

### 音乐

#### 主題歌
流星之泪（流星のナミダ，episode1）
作詞：田中秀典、中山豪次郎 / 作曲：中山豪次郎 / 歌：CHiAKi KURiYAMA
Everlasting（episode2）
作詞：渡邊亜希子、Kylee / 作曲：Carlos K. / 歌：Kylee Saunders
merry-go-round（episode3）
作詞：堂珍嘉邦、川畑要 / 作曲・編曲：UTA / 歌：CHEMISTRY
B-Bird（episode4）
作詞：FLAT5th Rico / 作曲・編曲：齊藤真也  / 歌：earthmind
BROKEN MIRROR（episode5）
歌：BOOM BOOM SATELLITES
RE:I AM（episode6）
作詞・作曲・編曲：澤野弘之 / 歌：Aimer
StarRingChild（episode7）
作詞・作曲・編曲：澤野弘之 / 歌：Aimer

#### 插曲
A LETTER（episode1）
作詞：mpi / 作曲・編曲：澤野弘之 / 歌：Cyua
LICHT MEER（episode2）
作詞：Rie / 作曲・編曲：澤野弘之 / 歌：井上優弥子
EGO（episode3）
作詞：mpi / 作曲・編曲：澤野弘之 / 歌：小林未郁
REMIND YOU（episode4）
作詞：mpi / 作曲・編曲：澤野弘之 / 歌：小林未郁

#### ORIGINAL SOUNDTRACK
《機動戦士ガンダム UC》ORIGINAL SOUNDTRACK 1
作曲家：澤野弘之
商品编号：SMCL-20004
发售日：2010年3月10日
发售商：Music Ray'n
曲目列表
| CD   | CD                        | CD   |
| 曲序 | 曲目                      | 时长 |
| ---- | ------------------------- | ---- |
| 1.   | U.C.0096                  | 2:51 |
| 2.   | UNICORN                   | 4:47 |
| 3.   | The UNIVERS               | 4:55 |
| 4.   | MINEVA                    | 2:07 |
| 5.   | MOBILE SUIT               | 2:44 |
| 6.   | LAPLACE                   | 2:41 |
| 7.   | MARIDA                    | 3:37 |
| 8.   | A LETTER                  | 4:06 |
| 9.   | INFERNAL AFFAIRS          | 1:59 |
| 10.  | E.F.S.F.                  | 2:22 |
| 11.  | PIANO TO ANNA             | 2:42 |
| 12.  | ON YOUR MARK              | 4:11 |
| 13.  | FULL-FRONTAL              | 3:09 |
| 14.  | BRING ON A WAR            | 2:24 |
| 15.  | INEQUALITY~A CLOUD OF WAR | 4:15 |
| 16.  | OTTO~FOR A CHANGE         | 5:37 |
| 17.  | LIFE & DEATH              | 2:25 |
| 18.  | THE DISTANT PAST          | 2:54 |
| 19.  | GO ON A FORAY             | 2:50 |
| 20.  | FEAR___SORROW             | 2:24 |
| 21.  | H@R0                      | 2:16 |
| 22.  | RX-0                      | 2:54 |
| 23.  | LIGHT MEER                | 3:30 |
| 24.  | ZERO GRAVITY              | 3:34 |

《機動戦士ガンダム UC》ORIGINAL SOUNDTRACK 2
作曲家：澤野弘之
曲目列表
| CD   | CD                        | CD   |
| 曲序 | 曲目                      | 时长 |
| ---- | ------------------------- | ---- |
| 1.   | EGO                       | 3:15 |
| 2.   | DESTROY→SELF-SACRIFICE    | 4:53 |
| 3.   | MORE…                     | 2:31 |
| 4.   | MAD-NUG                   | 4:21 |
| 5.   | THE BATTLE                | 4:53 |
| 6.   | 0001                      | 3:14 |
| 7.   | SINANJU                   | 2:45 |
| 8.   | MARTHA                    | 4:22 |
| 9.   | 0-G:EP1                   | 1:30 |
| 10.  | CAPTURE                   | 2:51 |
| 11.  | OYM-PF                    | 2:42 |
| 12.  | F2                        | 2:15 |
| 13.  | SILENT                    | 4:08 |
| 14.  | DESERT                    | 2:39 |
| 15.  | MOBILE SUIT ＜W-REC MIX＞ | 4:11 |
| 16.  | MOBILE ARMOR              | 6:45 |
| 17.  | REMIND YOU                | 4:58 |
| 18.  | DAGUZA                    | 3:06 |

《機動戦士ガンダム UC》ORIGINAL SOUNDTRACK 3
作曲家：澤野弘之
曲目列表
| Disc 1 | Disc 1                | Disc 1 |
| 曲序   | 曲目                  | 时长   |
| ------ | --------------------- | ------ |
| 1.     | 1ST MOV: BANSHEE      | 5:45   |
| 2.     | 2ND MOV: PSYCHO-FIELD | 4:22   |
| 3.     | 3RD MOV: ANGELO       | 4:19   |
| 4.     | 4TH MOV: NEO ZEON     | 5:41   |
| 5.     | 5TH MOV: GUNDAM       | 5:50   |
| 6.     | RIDDHE                | 3:52   |
| 7.     | MINOVSKY PARTICLE     | 3:16   |
| 8.     | SYMPATHY              | 2:08   |
| 9.     | RED COMET             | 3:31   |
| 10.    | AUDREY                | 2:54   |
| 11.    | PIANO UC-NO.1         | 3:41   |
| 12.    | PIANO UC-NO.2         | 3:17   |
| 13.    | PIANO UC-NO.3         | 3:20   |

| Disc 2 | Disc 2                          | Disc 2 |
| 曲序   | 曲目                            | 时长   |
| ------ | ------------------------------- | ------ |
| 1.     | Opening                         | 1:34   |
| 2.     | U.C.0096 [Live]                 | 2:53   |
| 3.     | MOBILE SUIT [Live]              | 2:47   |
| 4.     | MINEVA [Live]                   | 2:05   |
| 5.     | FULL FRONTAL [Live]             | 3:17   |
| 6.     | A LETTER [Live]                 | 4:14   |
| 7.     | LAPLACE [Live]                  | 2:36   |
| 8.     | THE UNIVERS - LICHT MEER [Live] | 4:39   |
| 9.     | MAD-NUG [Live]                  | 4:32   |
| 10.    | RX-0 [Live]                     | 2:50   |
| 11.    | LIFE & DEATH [Live]             | 2:25   |
| 12.    | ON YOUR MARK [Live]             | 4:11   |
| 13.    | EGO [Live]                      | 3:20   |
| 14.    | UNICORN [Live]                  | 6:09   |
| 15.    | REMIND YOU [Live]               | 5:44   |

《機動戦士ガンダム UC》ORIGINAL SOUNDTRACK 4
作曲家：澤野弘之

## 電視動畫
《機動戰士鋼彈UC》因大獲好評而決定将OVA内容进行编辑成新版動畫《機動戰士鋼彈UC RE:0096》，於2016年4月3日開始播出。

### 主題曲
片頭曲
Into the Sky（第1－17、19－22話）
作詞：Benjamin & mpi，作曲、編曲：澤野弘之，主唱：SawanoHiroyuki[nZk]:Tielle
RE：I AM（第18話）
作詞・作曲・編曲：澤野弘之，歌：Aimer
片尾曲
Next 2 U -eUC-（第1－8話、第10－12話）
作詞：澤野弘之、cAnON.，作曲、編曲：澤野弘之，主唱：SawanoHiroyuki[nZk]:naNami
merry-go-round（第9話）
作詞：堂珍嘉邦、川畑要 / 作曲・編曲：UTA / 歌：CHEMISTRY
bL∞dy f8 -eUC-（第13－21話）
作詞：cAnON.，作曲、編曲：澤野弘之，主唱：SawanoHiroyuki[nZk]:Aimer
StarRingChild（第22話）
作詞・作曲・編曲：泽野弘之，歌：Aimer

### 各集列表
| 集數   | 日文標題 | 中國標題             | 台灣標題             | 香港標題             | 劇本     | 分鏡                       | 演出                       | 作畫監督                                                                | 機械作畫監督                                   | 總作畫監督                     |
| ------ | -------- | -------------------- | -------------------- | -------------------- | -------- | -------------------------- | -------------------------- | ----------------------------------------------------------------------- | ---------------------------------------------- | ------------------------------ |
| 第1話  |          | 第96年的出發         | 第96年的出發         | 0096的啟航           | 武藤康之 | 古橋一浩                   | 古橋一浩 佐藤照雄          | 高橋久美子                                                              | 玄馬宣彥                                       | 不適用                         |
| 第2話  |          | 最初的血             | 最初的血             | 最初的血             | 武藤康之 | 古橋一浩                   | 古橋一浩 佐藤照雄          | 高橋久美子                                                              | 玄馬宣彥                                       | 不適用                         |
| 第3話  |          | 它被稱為敢達         | 它被稱為鋼彈         | 被稱為高達           | 武藤康之 | 古橋一浩                   | 古橋一浩 佐藤照雄          | 高橋久美子                                                              | 玄馬宣彥                                       | 不適用                         |
| 第4話  |          | 弗爾・伏朗托的追擊   | 弗爾・伏朗托的追擊   | 弗爾・伏朗托的追擊   | 武藤康之 | 村田和也 古橋一浩          | 村田和也                   | 千羽由利子                                                              | 中田榮治                                       | 高橋久美子 玄馬宣彥            |
| 第5話  |          | 激戰・紅色彗星       | 激戰・紅色彗星       | 激戰・紅色彗星       | 武藤康之 | 村田和也 古橋一浩          | 村田和也                   | 千羽由利子                                                              | 中田榮治                                       | 高橋久美子 玄馬宣彥            |
| 第6話  |          | 在假面之下           | 在假面之下           | 在假面之下           | 武藤康之 | 村田和也 古橋一浩          | 村田和也                   | 千羽由利子                                                              | 中田榮治                                       | 高橋久美子 玄馬宣彥            |
| 第7話  |          | 帛琉攻略戰           | 帛琉攻略戰           | 帛琉攻略戰           | 武藤康之 | 古橋一浩 村田和也 玄馬宣彥 | 佐藤照雄 遠藤廣隆          | 菱沼義仁、茂木信二郎 小林理、藤澤俊幸 堀內博之                          | 仲盛文、進藤健一 中谷誠一、金世俊              | 高橋久美子 玄馬宣彥            |
| 第8話  |          | 拉普拉斯・緣起之地   | 拉普拉斯・緣起之地   | 拉普拉斯・緣起之地   | 武藤康之 | 古橋一浩 村田和也 玄馬宣彥 | 佐藤照雄 遠藤廣隆          | 菱沼義仁、茂木信二郎 小林理、藤澤俊幸 堀內博之                          | 仲盛文、進藤健一 中谷誠一、金世俊              | 高橋久美子 玄馬宣彥            |
| 第9話  |          | 因果報應             | 業報                 | 業報                 | 武藤康之 | 古橋一浩 村田和也 玄馬宣彥 | 佐藤照雄 遠藤廣隆          | 菱沼義仁、茂木信二郎 小林理、藤澤俊幸 堀內博之                          | 仲盛文、進藤健一 中谷誠一、金世俊              | 高橋久美子 玄馬宣彥            |
| 第10話 |          | 從灼熱的大地而來     | 從灼熱的大地而來     | 從灼熱的大地而來     | 武藤康之 | 古橋一浩 玄馬宣彥          | 菱田正和 綿田慎也 京極尚彥 | 茂木信二郎、堀內博之 濱田邦彥、藤澤俊幸                                 | 中谷誠一、仲盛文 城前龍治、津野田勝敏          | 高橋久美子 玄馬宣彥            |
| 第11話 |          | 特林頓攻防           | 特林頓攻防           | 特林頓攻防           | 武藤康之 | 古橋一浩 玄馬宣彥          | 菱田正和 綿田慎也 京極尚彥 | 茂木信二郎、堀內博之 濱田邦彥、藤澤俊幸                                 | 中谷誠一、仲盛文 城前龍治、津野田勝敏          | 高橋久美子 玄馬宣彥            |
| 第12話 |          | 個人的戰爭           | 個人的戰爭           | 個人的戰爭           | 武藤康之 | 古橋一浩 玄馬宣彥          | 菱田正和 綿田慎也 京極尚彥 | 茂木信二郎、堀內博之 濱田邦彥、藤澤俊幸                                 | 中谷誠一、仲盛文 城前龍治、津野田勝敏          | 高橋久美子 玄馬宣彥            |
| 第13話 |          | 戰士，巴納吉・林克斯 | 戰士，巴納吉・林克斯 | 戰士，巴納吉・林克斯 | 武藤康之 | 村瀨修功 古橋一浩          | 佐藤照雄                   | 赤堀重雄、堀内博之 辻繁人、柴田淳 飯島弘也、富岡隆司 藤澤俊幸、杉本幸子 | 中谷誠一、仲盛文 城前龍治、津野田勝敏          | 高橋久美子 玄馬宣彥 茂木信二郎 |
| 第14話 |          | 兩架獨角獸的死鬥     | 兩架獨角獸的死鬥     | 兩架獨角獸的死鬥     | 武藤康之 | 村瀨修功 古橋一浩          | 佐藤照雄                   | 赤堀重雄、堀内博之 辻繁人、柴田淳 飯島弘也、富岡隆司 藤澤俊幸、杉本幸子 | 中谷誠一、仲盛文 城前龍治、津野田勝敏          | 高橋久美子 玄馬宣彥 茂木信二郎 |
| 第15話 |          | 在宇宙等待的事物     | 在宇宙等待的事物     | 在宇宙等待的事物     | 武藤康之 | 村瀨修功 古橋一浩          | 佐藤照雄                   | 赤堀重雄、堀内博之 辻繁人、柴田淳 飯島弘也、富岡隆司 藤澤俊幸、杉本幸子 | 中谷誠一、仲盛文 城前龍治、津野田勝敏          | 高橋久美子 玄馬宣彥 茂木信二郎 |
| 第16話 |          | SIDE共榮圈           | SIDE共榮圈           | SIDE共榮圈           | 武藤康之 | 松尾衡 古橋一浩            | 初見浩一                   | 高橋久美子、寺岡巖 柴田淳、茂木信二郎 濱田邦彥                          | 玄馬宣彥、中谷誠一 仲盛文、城前龍治            | 不適用                         |
| 第17話 |          | 奪回擬·阿卡馬        | 奪回擬·阿卡馬        | 奪回擬·阿卡馬        | 武藤康之 | 松尾衡 古橋一浩            | 初見浩一                   | 高橋久美子、寺岡巖 柴田淳、茂木信二郎 濱田邦彥                          | 玄馬宣彥、中谷誠一 仲盛文、城前龍治            | 不適用                         |
| 第18話 |          | 宿命之戰             | 宿命之戰             | 宿命之戰             | 武藤康之 | 古橋一浩 村瀨修功 玄馬宣彥 | 佐藤照雄 初見浩一          | 恩田尚之、寺岡巖 菱沼義仁、茂木信二郎 柴田淳                            | 中谷誠一、仲盛文 高谷浩利、津野田勝敏 城前龍治 | 高橋久美子 玄馬宣彥            |
| 第19話 |          | 再現光芒的宇宙       | 再現光芒的宇宙       | 再現光芒的宇宙       | 武藤康之 | 古橋一浩 村瀨修功 玄馬宣彥 | 佐藤照雄 初見浩一          | 恩田尚之、寺岡巖 菱沼義仁、茂木信二郎 柴田淳                            | 中谷誠一、仲盛文 高谷浩利、津野田勝敏 城前龍治 | 高橋久美子 玄馬宣彥            |
| 第20話 |          | 拉普拉斯之盒         | 拉普拉斯之盒         | 拉普拉斯之盒         | 武藤康之 | 古橋一浩 村瀨修功 玄馬宣彥 | 佐藤照雄 初見浩一          | 恩田尚之、寺岡巖 菱沼義仁、茂木信二郎 柴田淳                            | 中谷誠一、仲盛文 高谷浩利、津野田勝敏 城前龍治 | 高橋久美子 玄馬宣彥            |
| 第21話 |          | 往世界的盡頭         | 往世界的盡頭         | 往世界的盡頭         | 武藤康之 | 古橋一浩 村瀨修功 玄馬宣彥 | 佐藤照雄 初見浩一          | 恩田尚之、寺岡巖 菱沼義仁、茂木信二郎 柴田淳                            | 中谷誠一、仲盛文 高谷浩利、津野田勝敏 城前龍治 | 高橋久美子 玄馬宣彥            |
| 第22話 |          | 歸來                 | 歸來                 | 歸來                 | 武藤康之 | 古橋一浩 村瀨修功 玄馬宣彥 | 佐藤照雄 初見浩一          | 恩田尚之、寺岡巖 菱沼義仁、茂木信二郎 柴田淳                            | 中谷誠一、仲盛文 高谷浩利、津野田勝敏 城前龍治 | 高橋久美子 玄馬宣彥            |

### 播放電視台
| 播放地區 | 播放電視台         | 播放日期       | 播放時間（UTC+9）       | 所屬聯播網 | 備註   |
| -------- | ------------------ | -------------- | ----------------------- | ---------- | ------ |
| 愛知縣   | 名古屋電視台       | 2016年4月3日－ | 星期日 7時00分－7時30分 | 朝日電視網 | 製作局 |
| 日本全國 | 朝日電視台系列24局 | 2016年4月3日－ | 星期日 7時00分－7時30分 | 朝日電視網 |        |

## 漫畫
機動戰士鋼彈UC BANDE DESSINEE（機動戦士ガンダムUC バンデシネ）
大森倖三执笔，日版由角川書店發行。繁體中文版由台灣角川發行。
日文版
- ISBN 978-4-04-715491-9 （2010年7月26日发售）
- ISBN 978-4-04-715567-1 （2010年11月26日发售）
- ISBN 978-4-04-715665-4 （2011年3月26日发售）
- ISBN 978-4-04-120020-9 （2011年11月26日发售）
- ISBN 978-4-04-120212-8 （2012年3月10日发售）
- ISBN 978-4-04-120287-6 （2012年6月26日發售）
- ISBN 978-4-04-120532-7 （2012年11月26日發售）
- ISBN 978-4-04-120662-1 （2013年3月2日發售）[6]
- ISBN 978-4-04-120642-3 （2013年3月26日發售）
- ISBN 978-4-04-120844-1 （2013年9月26日發售）
- ISBN 978-4-04-121036-9 （2014年1月25日發售）
- ISBN 978-4-04-121120-5 （2014年6月10日发售）
- ISBN 978-4-04-101933-7 （2014年12月10日发售）[7]
- ISBN 978-4-04-102462-1 （2014年12月26日发售）
- ISBN 978-4-04-103079-0 （2015年5月26日发售）
- ISBN 978-4-04-103103-2 （2015年12月10日发售）[8]
- ISBN 978-4-04-103778-2 （2015年12月26日发售）
- ISBN 978-4-04-104149-9 （2016年4月26日發售）
- ISBN 978-4-04-104875-7 （2016年10月26日發售）
- ISBN 978-4-04-105218-1 （2017年2月25日發售）

繁體中文版
- [機動戰士鋼彈UC BANDE DESSINEE (01)] 错误：{{Lang}}：语言代码：tc 无法识别（帮助） ISBN 9789862875339 （2012年2月9日發售）
- [機動戰士鋼彈UC BANDE DESSINEE (02)] 错误：{{Lang}}：语言代码：tc 无法识别（帮助） ISBN 9789862877371 （2012年5月23日發售）
- [機動戰士鋼彈UC BANDE DESSINEE (03)] 错误：{{Lang}}：语言代码：tc 无法识别（帮助） ISBN 9789862878781 （2012年8月11日發售）
- [機動戰士鋼彈UC BANDE DESSINEE (04)] 错误：{{Lang}}：语言代码：tc 无法识别（帮助） ISBN 9789862879788 （2012年10月12日發售）
- [機動戰士鋼彈UC BANDE DESSINEE (05)] 错误：{{Lang}}：语言代码：tc 无法识别（帮助） ISBN 9789863250678 （2012年11月22日發售）
- [機動戰士鋼彈UC BANDE DESSINEE (06)] 错误：{{Lang}}：语言代码：tc 无法识别（帮助） ISBN 9789863251897 （2013年1月23日發售）
- [機動戰士鋼彈UC BANDE DESSINEE (07)] 错误：{{Lang}}：语言代码：tc 无法识别（帮助） ISBN 9789863254676 （2013年7月25日發售）
- [機動戰士鋼彈UC BANDE DESSINEE (08)] 错误：{{Lang}}：语言代码：tc 无法识别（帮助） ISBN 9789863257271 （2013年12月14日發售）
- [機動戰士鋼彈UC BANDE DESSINEE (09)] 错误：{{Lang}}：语言代码：tc 无法识别（帮助） ISBN 9789863660095 （2014年6月13日發售）
- [機動戰士鋼彈UC BANDE DESSINEE (10)] 错误：{{Lang}}：语言代码：tc 无法识别（帮助） ISBN 9789863663249 （2015年1月28日發售）
- [機動戰士鋼彈UC BANDE DESSINEE (11)] 错误：{{Lang}}：语言代码：tc 无法识别（帮助） ISBN 9789863664956 （2015年5月15日發售）
- [機動戰士鋼彈UC BANDE DESSINEE (12)] 错误：{{Lang}}：语言代码：tc 无法识别（帮助） ISBN 9789863668633 （2015年12月9日發售）
- [機動戰士鋼彈UC BANDE DESSINEE (13)] 错误：{{Lang}}：语言代码：tc 无法识别（帮助） ISBN 9789864730346 （2016年4月20日發售）
- [機動戰士鋼彈UC BANDE DESSINEE (14)] 错误：{{Lang}}：语言代码：tc 无法识别（帮助） ISBN 9789864736287 （2017年4月13日發售）
- [機動戰士鋼彈UC BANDE DESSINEE (15)] 错误：{{Lang}}：语言代码：tc 无法识别（帮助） ISBN 9789864738014 （2017年7月19日發售）
- [機動戰士鋼彈UC BANDE DESSINEE (16)] 错误：{{Lang}}：语言代码：tc 无法识别（帮助） ISBN 9789578531451 （2017年12月18日發售）
- [機動戰士鋼彈UC BANDE DESSINEE (17)] 错误：{{Lang}}：语言代码：tc 无法识别（帮助） ISBN 9789578531468 （2017年12月18日發售）

机动战士敢达UC
颜开文化旗下陈晖主笔，颜开监修，2011年9月号至2013年7月号于《天漫》连载。简体中文单行本由天闻角川发行，湖南美术出版社出版。
- 机动战士敢达UC1 ISBN 9787535655509 （2012年9月5日发行）
- 机动战士敢达UC2 ISBN 978-7-5356-6358-0（2013年8月5日发行）

虎哉孝征以漫画故事的形式介绍MS。日版由角川書店發行。
- ISBN 978-4-04-120211-1 （2012年3月10日发行）

由森田崇所绘的外传漫画。
- ISBN 978-4-04-120131-2 （2012年5月26日发售）
- ISBN 978-4-04-101681-7 （2014年6月10日发售）

由白石琴似所绘的外传漫画。
- ISBN 978-4-04-120130-5 （2012年5月26日发售）
- ISBN 978-4-04-121119-9 （2014年5月26日发售）

由本橋雄一所绘的外传漫画。
- ISBN 978-4-04-120643-0 （2013年3月26日发售）

## 游戏

### 相關遊戲
- 機動戰士GUNDAM GUNDAM VS.GUNDAM Next (AC)
- 機動戰士GUNDAM GUNDAM VS.GUNDAM Next Plus(PSP)
- 機動戰士GUNDAM EXTREME VS (AC/PS3)
- 機動戰士GUNDAM EXTREME VS FULL BOOST (AC/PS3)
- 機動戰士GUNDAM EXTREME VS MAXI BOOST(AC)
- 機動戰士GUNDAM EXTREME VS MAXI BOOST ON(AC/PS4)
- 機動戰士GUNDAM EXTREME VS 2(AC)
- SD GUNDAM GGENERATION WORLD(PSP/Wii)
- SD GUNDAM GGENERATION OVER WORLD(PSP)
- SD GUNDAM GGENERATION 3D(N3DS)
- 第3次超級機器人大戰Z 時獄篇&天獄篇(PS3/PSV)
- 高达无双3(PS3/Xbox 360)
- 真·GUNDAM无双(PS3/PSV)
- 機動戰士GUNDAM 激戰任務NEXT(PS4/PS3)

## 外部連結
- 原作小說官方网站（日語）
- 動畫官方网站（日語）
- .INFO內動畫官方网站（英文）（简体中文）（繁體中文）
- 電子遊戲官方网站（日語）
- 機動戰士GUNDAM UC的X（前Twitter）